# 172 (liczba)
172 (sto siedemdziesiąt dwa) – liczba naturalna następująca po 171 i poprzedzająca 173.

## W matematyce
- 172 jest liczbą deficytową[1]
- 172 jest palindromem liczbowym, czyli może być czytana w obu kierunkach, w pozycyjnym systemie liczbowym o bazie 6 (444)
- 172 należy do czterech trójek pitagorejskich (129, 172, 215), (172, 1845, 1853), (172, 3696, 3700), (172, 7395, 7397).

## W nauce
- liczba atomowa unseptbium (niezsyntetyzowany pierwiastek chemiczny)
- galaktyka NGC 172
- planetoida (172) Baucis
- kometa krótkookresowa 172P/Yeung

## W kalendarzu
172 dniem w roku jest 21 czerwca (w latach przestępnych jest to 20 czerwca). Zobacz też, co wydarzyło się w roku 172 oraz w roku 172 p.n.e.

## W Biblii
- 172 odźwiernych i ich krewnych pilnowało bram Jerozolimy (Ne 11,19[2])[3]